# Many Water
Many Waters é um filme de romance britânico de 1931, dirigido por Milton Rosmer e estrelado por Lillian Hall-Davis, Arthur Margetson e Elizabeth Allan. Foi baseado em uma peça de Leon M. Lion. Um casal de idosos relembram as aventuras românticas de sua juventude. Foi o último filme da atriz Lillian Hall-Davis, uma estrela do cinema mudo, que cometeu suicídio em 1933.